# Гаммінкельн
Гаммінкельн (нім. Hamminkeln) — місто в Німеччині, знаходиться в землі Північний Рейн-Вестфалія. Підпорядковується адміністративному округу Дюссельдорф. Входить до складу району Везель.
Площа — 164,44 км2. Населення становить 26 962 ос. (станом на 31 грудня 2020).